# Казачье общество
Казачье общество  — форма самоорганизации граждан Российской Федерации, объединившихся на основе общности интересов в целях возрождения российского казачества, защиты его прав, сохранения традиционных образа жизни, хозяйствования и культуры российского казачества в соответствии с федеральным законодательством. Является одним из видов некоммерческих организаций, создаваемых в Российской Федерации. 
Казачье общество создаётся в виде хуторского, станичного, городского, районного (юртового), окружного (отдельского), войскового или всероссийского казачьего общества, члены которого в установленном порядке принимают на себя обязательства по несению государственной или иной службы. Управление казачьим обществом осуществляется высшим органом управления казачьего общества, атаманом казачьего общества, а также другими органами управления казачьего общества, образуемыми в соответствии с федеральным законом, указом Президента Российской Федерации и уставом казачьего общества. 
Казачье общество в соответствии с действующим (2022) Федеральным законом «О государственной службе российского казачества» подлежит внесению в Государственный реестр казачьих обществ в Российской Федерации.

## История

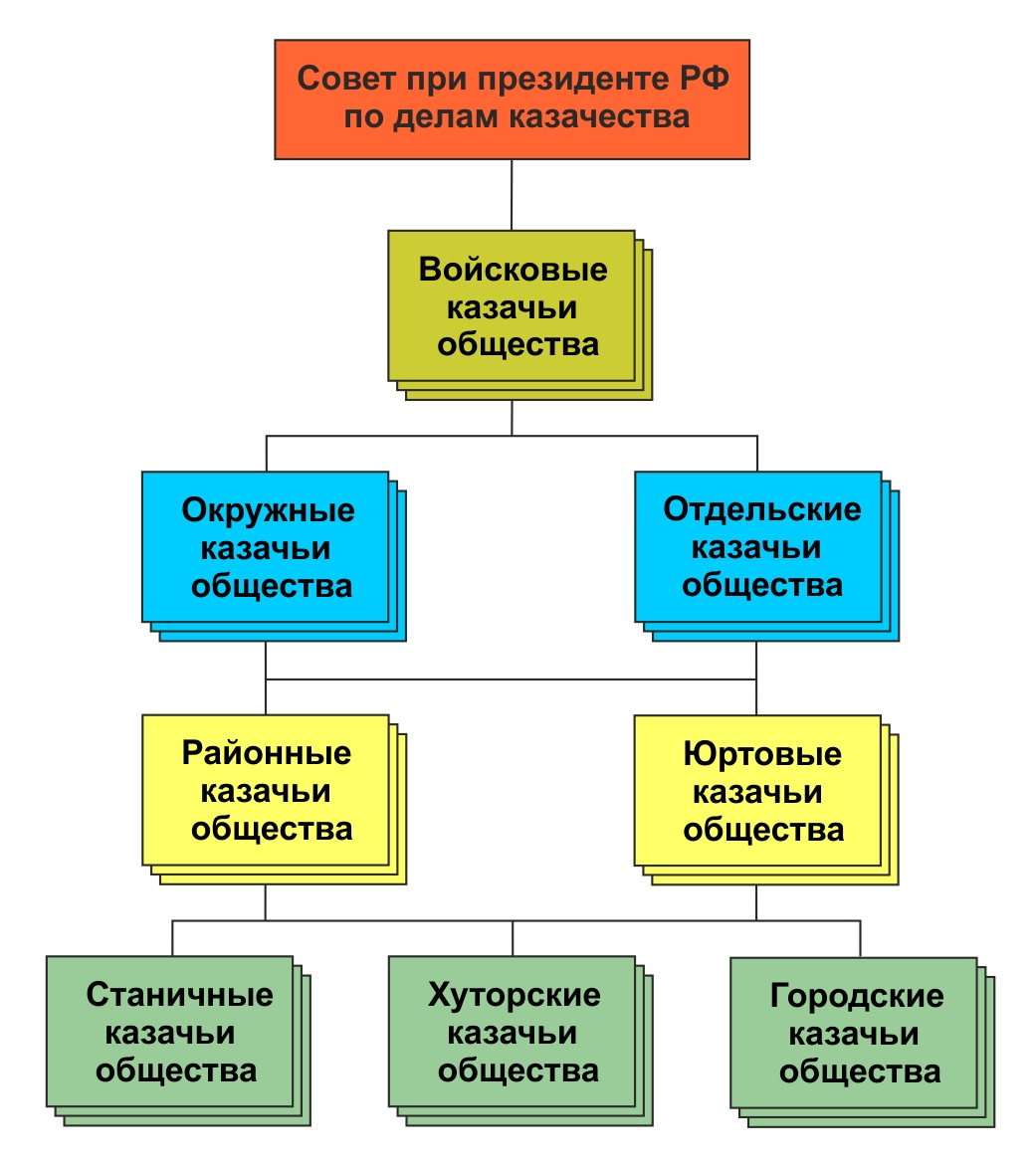
Иерархия реестровых казачьих обществ Российской Федерации до 2011 года

С момента учреждения государственного реестра во временном положении о нём была введена иерархия казачьих обществ. Так, первоначально положением вводились следующие виды обществ: хуторские, станичные, городские, окружные (отдельские), войсковые. Со вступлением в силу Федерального закона от 5 декабря 2005 года № 154-ФЗ «О государственной службе российского казачества» система казачьих обществ была дополнена районными (юртовыми) казачьими обществами, которые стали «прослойкой» между первичными (станичными, хуторскими и городскими) обществами и окружными (отдельскими).

## Иерархия

### Окружные (отдельские) казачьи общества
- Отдельный Северо-Западный казачий округ (территория деятельности — Северо-западный федеральный округ). Штаб — г. Санкт-Петербург;
- Окружное казачье общество «Балтийский отдельный казачий округ — Балтийский казачий союз» (территория деятельности — Калининградская область). Штаб — г. Калининград;
- Окружное казачье общество «Севастопольский казачий округ» (территория деятельности - г. Севастополь). Штаб — г. Севастополь.
- Крымское Окружное Казачье Общество «Крымское Казачье Войско» (территория деятельности - республика Крым). Штаб — г. Симферополь.

### Войсковые казачьи общества
В настоящее время (2022) на территории Российской Федерации действует 11 реестровых войсковых казачьих обществ со своими органами управления, информация о которых приведена ниже. В Российской Федерации официально образованы следующие войсковые казачьи общества:
1. Волжское войсковое казачье общество (Устав утверждён распоряжением Президента Российской Федерации от 11 июня 1996 г. № 308-рп).
2. Сибирское войсковое казачье общество (Устав утверждён Указом Президента Российской Федерации от 12 февраля 1997 г. № 95).
3. Забайкальское войсковое казачье общество (Устав утверждён Указом Президента Российской Федерации от 12 февраля 1997 г. № 96).
4. Терское войсковое казачье общество (Устав утверждён Указом Президента Российской Федерации от 12 февраля 1997 г. № 97).
5. Уссурийское войсковое казачье общество (Устав утверждён Указом Президента Российской Федерации от 17 июня 1997 г. № 611).
6. Войсковое казачье общество «Всевеликое войско Донское» (Устав утверждён Указом Президента Российской Федерации от 17 июня 1997 г. № 612).
7. Енисейское войсковое казачье общество (Устав утверждён Указом Президента Российской Федерации от 17 июня 1997 г № 613).
8. Оренбургское войсковое казачье общество (Устав утверждён Указом Президента Российской Федерации от 29 марта 1998 г. № 308).
9. Кубанское войсковое казачье общество (Устав утверждён Указом Президента Российской Федерации от 24 апреля 1998 г. № 448).
10. Иркутское войсковое казачье общество (Устав утверждён Указом Президента Российской Федерации от 4 мая 1998 г. № 489).
11. Войсковое казачье общество «Центральное казачье войско» (Устав утверждён Указом Президента Российской Федерации от 3 мая 2007 г. № 574).

Указом Президента Российской Федерации от 9 февраля 2010 года № 168 «Об учреждении гербов и знамён войсковых казачьих обществ, внесённых в государственный реестр казачьих обществ в Российской Федерации» были утверждены гербы и знамёна реестровых казачьих войск (обществ) Российской Федерации.

### Всероссийское казачье общество
С 2011 года в систему казачьих обществ было введено «Всероссийское казачье общество», устав которого утверждается Президентом РФ. Это общество должно объединить все войсковые и отдельные окружные (отдельские) казачьи общества в единую систему. Всероссийское казачье общество было утверждено на съезде 27 ноября 2018 года, когда 500 делегатов от всех казаческих обществ единогласно за него проголосовали.
Фактически, высшим уровнем иерархии являются войсковые казачьи общества. (Однако, у казаков иерархия строится наоборот — по принципу демократического централизма, заключающемся в подотчётности и подконтрольности высших органов низшим).

## Чины членов казачьих обществ
Чины членов казачьих обществ утверждены Указом Президента РФ от 10.02.2010 № 169 «О чинах казачьих обществ, внесённых в государственный реестр казачьих обществ в Российской Федерации» В соответствии с Указом Президента казачьи чины относятся к специальным званиям.
Казачьи чины подразделяются на нижние, младшие, старшие, главные и высшие. Нижние чины вправе присвоить атаман отдельского (окружного) казачьего общества. Младшие и старшие — войсковой атаман. Чины, начиная с есаула, присваивает полномочный представитель президента Российской Федерации в федеральном округе, в котором находится казачье общество (Председатель совета по делам казачества), чин казачьего генерала — сам Президент Российской Федерации.
Указом Президента РФ от 10.12.2010 № 171 «О форме одежды и знаках различия по чинам членов казачьих обществ, внесённых в государственный реестр казачьих обществ в Российской Федерации» установлены знаки различия по чинам (погоны). Иным объединениям казаков запрещено иметь аналогичные знаки различия.
Знаки различия по чинам (погоны) в каждом войсковом казачьем обществе имеют свою расцветку кантов и просветов (у нижних и младших чинов — поля). Погоны прямоугольные, с трапециевидными (у высших, главных, старших чинов, старших вахмистров и вахмистров) и треугольными верхними краями (у младших вахмистров и нижних чинов). Парадные погоны старших, главных и высших чинов имеют серебристое поле, а повседневные — поля верха одежды.
Описание формы погон к походной форме, а также наличие  кантов, просветов и полей нормативно-правовыми актами не конкретизировано. Звёздочки для всех чинов — золотистого (на походной форме — защитного) цвета, диаметром 13 мм. Цвет пуговиц на погонах, нашивок для нижних и младших чинов, поля погон для старших главных и высших чинов — серебристые. Цвет нашивок на погонах для нижних и младших чинов серебристого (на походной форме — белого) цвета. Ширина размещаемых на погонах широких нашивок — 30 мм, узких — 10 мм.
| Погоны к повседневной форме одежды |       |           |                 |         |                 |                  |          |                  |
| Казачий чин                        | Казак | Приказный | Младший урядник | Урядник | Старший урядник | Младший вахмистр | Вахмистр | Старший вахмистр |
| Погоны к походной форме одежды     |       |           |                 |         |                 |                  |          |                  |

| Погоны к повседневной форме одежды |             |          |        |           |       |                    |                   |                 |
| Казачий чин                        | Подхорунжий | Хорунжий | Сотник | Подъесаул | Есаул | Войсковой старшина | Казачий полковник | Казачий генерал |
| Погоны к походной форме одежды     |             |          |        |           |       |                    |                   |                 |

## Форма одежды членов казачьих обществ
Указом Президента Российской Федерации 2010 года № 171 утверждена форма одежды членов казачьих обществ, внесённых в государственный реестр казачьих обществ Российской Федерации, входящих в состав тех или иных войсковых казачьих обществ.
Приказом Минрегион России 2010 года № 180 утверждена форма одежды членов окружных (отдельских) казачьих обществ, внесённых в государственный реестр казачьих обществ в Российской Федерации, но не входящих в состав войсковых казачьих обществ, и особенности её ношения.
Приказами Минрегион России 2010 года № 181 и № 182 утверждены Описание предметов формы одежды, знаков различия, а также Порядок ношения формы одежды членов казачьих обществ, внесённых в государственный реестр казачьих обществ в Российской Федерации.
Разделяют несколько видов формы одежды членов казачьих обществ:
- особая парадная носится в составе церемониальных подразделений, а также в других случаях по решению атаманов;
- парадная для строя — в парадном строю в дни государственных праздников и годовых праздников войсковых или окружных (отдельских) казачьих обществ, на официальных мероприятиях с участием войсковых и окружных (отдельских) казачьих обществ, а также в других случаях - по решению атаманов;
- парадная выходная — при проведении общих собраний войсковых и окружных (отдельских) казачьих обществ, при проведении общих собраний казачьих обществ, в ходе которых организуется приём новых членов, в других случаях — по решению атаманов, возможно ношение парадной выходной формы одежды в выходные и праздничные дни, а также при посещении храма;
- походная — при исполнении обязательств по обеспечению общественного порядка, в период проведения полевых сборов, в других случаях — по решению атаманов;
- повседневную форму казаки носят во всех остальных случаях.